# Луї Бенуа Пікар
Луї Бенуа Пікар (фр. Louis-Benoît Picard; 29 липня 1769 — 31 грудня 1828) — французький драматург, який написав до 80 п'єс. 
За своєю плодовитістю Пікар поступається з французьких драматичних письменників одному Скрібу. Був актором і директором театрів. Перший успіх принесла йому комедія у віршах «Médiocre et rampant» (перекладена Шиллером під назвою «Паразит»; Шиллером ж переведена інша п'єса Пікара «Encore des Menechmes», 1791 р. під назвою «Neffe als Onkel»). Найбільше вдавалися Пікару побутові комедії, вельми сценічні і написані жваво і дотепно: «La petite ville», «Monsieur Masard», «Les Marionnettes», «Les deux Philiberts» та ін. Збірник «Théâtre P.» (3 вид., 1879) містить тільки ті п'єси, які визнав можливим надрукувати сам автор. Він писав також романи, в загалому посередні.